# Аврелий Аммоний
Аврелий Аммоний (лат. Aurelius Ammonius) — римский политический деятель первой половины IV века.
О карьере Аврелия Аммония известно только лишь то, что в 312 году он занимал должность префекта Египта. Об этом известно из нескольких папирусов, найденных в Оксиринхе и Феадельфии.